# Maria Theresia Borrekens
Maria Theresia Borrekens (1728 - 5 mai 1797) est une directrice d'imprimerie flamande. Elle dirige l'imprimerie Plantin à Anvers de 1765 à 1797. 

## Biographie
Fille du chevalier Engelbert Borrekens, Maria Theresia Borrekens épouse Franciscus Joannes Moretus en 1750. Le couple a treize enfants.
Elle devient gérante de l'Officina Plantiniana après la mort de son conjoint en 1768. Malgré sa gestion et ses compétences, elle ne parvient pas à redresser l'imprimerie et la maison d'édition. En effet, le 3 juin 1764, le roi d’Espagne Charles III avait retiré tous les privilèges accordés à des imprimeurs étrangers, ce qui signait la fin d’un débouché sur le marché espagnol, pilier financier de l’entreprise Plantin. 
L'invasion française en 1794 est le coup fatal. Maria Theresa Borrekens a soixante-six ans lors de l'invasion. Sur ses treize enfants, cinq fils survivent. Trois s'enfuient à l'étranger avec leur famille alors que leur mère demeure à Anvers et conserve l'imprimerie ouverte. L'annexion française de 1795 ouvre une période d'activité réduite. Elle publie un ouvrage par année avec une moyenne de quatre à cinq employés. 
À sa mort le 5 mai 1797, l'entreprise est reprise par ses fils : Jacob Paul (1756-1808), Frans-Jozef (1760-1814) et Lodewijk-Frans (1758-1820).